# Lycaena fasciata
Lycaena fasciata är en fjärilsart som beskrevs av John Kern Strecker 1878. Lycaena fasciata ingår i släktet Lycaena och familjen juvelvingar. Inga underarter finns listade i Catalogue of Life.